# Clintwood
Clintwood – miasto w Stanach Zjednoczonych, w stanie Wirginia, siedziba administracyjna hrabstwa Dickenson.